# Thành phố Guatemala
Thành phố Guatemala là một thành phố ở phía Nam của miền Trung Guatemala, là thủ đô của quốc gia này cũng như thủ phủ của Guatemala Department. Thành phố toạ lạc trong một thung lũng trong cao nguyên núi lửa. Thành phố Guatemala là thành phố lớn nhất và là trung tâm văn hoá, vận tải, kinh tế của quốc gia này. Phần lớn các cơ sở chế tạo nằm ở trong và ngoại ô thành phố với dân số vùng đô thị lên đến 2 triệu người. Thành phố có các trường đại học: Đại học San Carlos Guatemala (1676), Đại học Francisco Marroquin (1971) và Nhạc viện Quốc gia Guatemala (1880) đều toạ lạc bên trong thành phố. Các địa điểm nổi bật của thành phố bao gồm Cung điện Quốc gia (1943) và nhà thờ lớn (1815; đã được xây lại một phần sau khi bị hư hại năm 1976). Các địa điểm khác có khu vực hình ảnh quốc gia thu nhỏ tại Công viên Minerva, Thành phố Olympic (1950) được xây phục vụ Đại hội Thể thao Trung Mỹ và Trung tâm Công dân cực kỳ hiện đại. Gần đó có nhiều tàn tích của Maya.

## Lịch sử
Thành phố Guatemala được thành lập năm 1776 với vai trò là thủ đô thứ ba của đất nước này. Thủ đô đầu tiên, Ciudad Vieja, được thành lập gần đó năm 1527 đã bị lũ lụt và núi lửa phá huỷ năm 1541. Thủ đô thứ hai, hiện có tên là Antigua Guatemala cũng nằm gần đấy, hầu như bị phá hủy trong trận động đất năm 1773. Dưới thời cai trị của Tây Ban Nha, Thành phố Guatemala đã phát triển thành một thành phố chính của Trung Mỹ. Sau khi đất nước giành được độc lập từ Tây Ban Nha năm 1821, thành phố này đã từng là thủ đô của Các tỉnh Nam Mỹ thống nhất (1823-1834). Đây là một liên bang các bang bị giải tán giữa 1838 và 1840.
Thành phố Guatemala được xây lại sau trận động đất năm 1917 và 1918. Những phần phía Bắc của thành phố lại bị hư hại nặng trong trận động đất nặng năm 1976 và các toà nhà mới được xây lại tại phía Nam của thành phố. Dân số năm 2001 là 1.022.000 người.

## Khí hậu
| Dữ liệu khí hậu của Thành phố Guatemala                                           | Dữ liệu khí hậu của Thành phố Guatemala | Dữ liệu khí hậu của Thành phố Guatemala | Dữ liệu khí hậu của Thành phố Guatemala | Dữ liệu khí hậu của Thành phố Guatemala | Dữ liệu khí hậu của Thành phố Guatemala | Dữ liệu khí hậu của Thành phố Guatemala | Dữ liệu khí hậu của Thành phố Guatemala | Dữ liệu khí hậu của Thành phố Guatemala | Dữ liệu khí hậu của Thành phố Guatemala | Dữ liệu khí hậu của Thành phố Guatemala | Dữ liệu khí hậu của Thành phố Guatemala | Dữ liệu khí hậu của Thành phố Guatemala | Dữ liệu khí hậu của Thành phố Guatemala |
| Tháng                                                                             | 1                                       | 2                                       | 3                                       | 4                                       | 5                                       | 6                                       | 7                                       | 8                                       | 9                                       | 10                                      | 11                                      | 12                                      | Năm                                     |
| --------------------------------------------------------------------------------- | --------------------------------------- | --------------------------------------- | --------------------------------------- | --------------------------------------- | --------------------------------------- | --------------------------------------- | --------------------------------------- | --------------------------------------- | --------------------------------------- | --------------------------------------- | --------------------------------------- | --------------------------------------- | --------------------------------------- |
| Cao kỉ lục °C (°F)                                                                | 30.0 (86.0)                             | 32.1 (89.8)                             | 32.0 (89.6)                             | 33.9 (93.0)                             | 33.9 (93.0)                             | 31.2 (88.2)                             | 29.1 (84.4)                             | 30.2 (86.4)                             | 29.8 (85.6)                             | 28.6 (83.5)                             | 29.9 (85.8)                             | 28.8 (83.8)                             | 33.9 (93.0)                             |
| Trung bình ngày tối đa °C (°F)                                                    | 24.3 (75.7)                             | 25.8 (78.4)                             | 26.8 (80.2)                             | 27.8 (82.0)                             | 27.1 (80.8)                             | 25.8 (78.4)                             | 25.4 (77.7)                             | 25.5 (77.9)                             | 25.1 (77.2)                             | 24.7 (76.5)                             | 24.2 (75.6)                             | 23.9 (75.0)                             | 25.5 (77.9)                             |
| Trung bình ngày °C (°F)                                                           | 18.7 (65.7)                             | 19.7 (67.5)                             | 20.7 (69.3)                             | 21.9 (71.4)                             | 21.9 (71.4)                             | 21.3 (70.3)                             | 20.8 (69.4)                             | 21.0 (69.8)                             | 20.7 (69.3)                             | 20.3 (68.5)                             | 19.4 (66.9)                             | 18.8 (65.8)                             | 20.4 (68.7)                             |
| Tối thiểu trung bình ngày °C (°F)                                                 | 13.2 (55.8)                             | 13.6 (56.5)                             | 14.6 (58.3)                             | 16.0 (60.8)                             | 16.8 (62.2)                             | 16.8 (62.2)                             | 16.3 (61.3)                             | 16.5 (61.7)                             | 16.4 (61.5)                             | 16.0 (60.8)                             | 14.7 (58.5)                             | 13.7 (56.7)                             | 15.4 (59.7)                             |
| Thấp kỉ lục °C (°F)                                                               | 6.0 (42.8)                              | 7.8 (46.0)                              | 8.4 (47.1)                              | 8.6 (47.5)                              | 12.3 (54.1)                             | 11.2 (52.2)                             | 12.1 (53.8)                             | 13.5 (56.3)                             | 13.0 (55.4)                             | 11.4 (52.5)                             | 9.4 (48.9)                              | 7.6 (45.7)                              | 6.0 (42.8)                              |
| Lượng mưa trung bình mm (inches)                                                  | 2.8 (0.11)                              | 5.4 (0.21)                              | 6.0 (0.24)                              | 31.0 (1.22)                             | 128.9 (5.07)                            | 271.8 (10.70)                           | 202.6 (7.98)                            | 202.7 (7.98)                            | 236.6 (9.31)                            | 131.6 (5.18)                            | 48.8 (1.92)                             | 6.6 (0.26)                              | 1.274,8 (50.18)                         |
| Số ngày mưa trung bình                                                            | 1.68                                    | 1.45                                    | 2.00                                    | 4.73                                    | 12.36                                   | 21.14                                   | 18.59                                   | 19.04                                   | 20.82                                   | 14.59                                   | 6.18                                    | 2.64                                    | 125.22                                  |
| Độ ẩm tương đối trung bình (%)                                                    | 74.3                                    | 73.4                                    | 73.2                                    | 74.3                                    | 77.3                                    | 82.4                                    | 80.8                                    | 80.9                                    | 84.5                                    | 82.0                                    | 79.2                                    | 76.0                                    | 77.8                                    |
| Số giờ nắng trung bình tháng                                                      | 248.4                                   | 236.2                                   | 245.6                                   | 237.9                                   | 184.4                                   | 155.3                                   | 183.4                                   | 191.8                                   | 159.0                                   | 178.0                                   | 211.7                                   | 209.2                                   | 2.440,9                                 |
| Nguồn: Instituto Nacional de Sismologia, Vulcanologia, Meteorologia, e Hidrologia |                                         |                                         |                                         |                                         |                                         |                                         |                                         |                                         |                                         |                                         |                                         |                                         |                                         |